# لیم جونگ چون
لیم جونگ چون (انگلیسی: Lim Jong-chun؛ زادهٔ ۲۳ ژوئن ۱۹۷۸) دروازه بان سابق هاکی روی چمن کره جنوبی است که در بازی های المپیک تابستانی 2000 شرکت کرد.